# ماريانوبولي
ماريانوبولي (بالإيطالية: Marianopoli)‏ هي بلدية في مقاطعة كالتانيسيتا في صقلية الإيطالية.

## السكان
في سنة 1861 بلغ عدد السكان 1٬805 نسمة، وتطور العدد ليصل في سنة 2011 لـ 2٬006 نسمة.
يظهر هذا المخطط البياني تطور النمو السكاني لـ ماريانوبولي